# Фароальд II (герцог Сполето)
Фароальд II (Фаруальд II; лат. Faroald II, Faruald II; умер после 724) — герцог Сполето (703—724), сын Тразимунда I.

## Биография
О герцоге Сполето Фароальде II известно очень немного. Главная причина этого — недостаточное освещение раннесредневековой истории Сполето в источниках.
Фароальд II стал герцогом Сполето в 703 году после смерти отца.
По свидетельству Павла Диакона, в 718 году Фароальд захватил Классис — один из портов Равеннского экзархата, но по приказу короля лангобардов Лиутпранда он был вынужден его оставить. Однако в «Liber Pontificalis» сообщается, что порт был завоёван самим королём. Компромиссной версией является предположение о том, что герцог Сполето взял Классис, после чего передал его Лиутпранду.
Фароальд также принимал участие в восстановлении аббатства Фарфы, которое, хотя и находилось в римской Сабине, принадлежало сполетскому герцогству.
В 724 году сын Фароальда II Тразимунд II поднял мятеж против отца, сверг его и поместил в монастырь. Дата смерти Фароальда II неизвестна.